# Дембувка (Підляське воєводство)
Дембувка (пол. Dębówka) — село в Польщі, у гміні Радзілув Ґраєвського повіту Підляського воєводства.
Населення — 39 осіб (2011).

## Демографія
Демографічна структура станом на 31 березня 2011 року:
|          | Загалом | Допрацездатний вік | Працездатний вік | Постпрацездатний вік |
| -------- | ------- | ------------------ | ---------------- | -------------------- |
| Чоловіки | 19      | 1                  | 12               | 6                    |
| Жінки    | 20      | 4                  | 11               | 5                    |
| Разом    | 39      | 5                  | 23               | 11                   |